# Hugh Watanabe
Hugh Watanabe, noto anche come Hugh Hogland (渡邉飛勇?; Waimanalo, 23 dicembre 1998), è un cestista statunitense con cittadinanza giapponese.

## Biografia
Nato da padre statunitense e madre giapponese, ha scelto di militare nella Nazionale giapponese. Dopo questa scelta, ha deciso di utilizzare il cognome materno Watanabe, al posto di quello paterno Hogland.

## Carriera
Dopo aver militato a livello collegiale nella University of Portland e nella Università della California, Davis, nel 2021 ha firmato per i Ryukyu Golden Kings, squadra di B.League.